# Evelyn Anderson
Evelyn Anderson, geborene Eleonore „Lore“ Seligmann, Pseudonym Evelyn Lend, Mary (13. Mai 1909 in Frankfurt am Main; gestorben 8. Januar 1977 in London) (Pseudonym Evelyn Lend, Mary) war eine deutsch-britische Journalistin.

## Leben
Eleonore Seligmann wurde in eine liberale jüdische Familie geboren; sie war eine Tochter des Caesar Seligmann und seiner Frau Ella, geborene Kauffmann (1867–1953). 
Von 1927 bis 1932 studierte Seligmann Wirtschaftswissenschaften, Soziologie und Philosophie in Heidelberg, Berlin, Frankfurt am Main und Paris. 1931 erhielt sie einen Abschluss als Diplomvolkswirtin und 1932 promovierte sie zum Dr. rer. pol. Anschließend arbeitete sie bis 1933 als freie Journalistin in Berlin.
Von 1927 bis 1929 engagierte Seligmann sich politisch in der KPD. 1929 wandte sie sich der SPD zu. Nach der Machtübergabe an die Nationalsozialisten war sie in der Gruppe Neu Beginnen tätig und floh im Mai 1933 nach London. Dort traf sie wieder mit ihrer Schwester Ilse zusammen, die ebenfalls nach England emigrierte, sich dort Ilse Seglow nannte und als Psychotherapeutin und Gruppenanalytikerin wirkte. 1934 heiratete Evelyn Seligmann den ebenfalls geflohenen Journalisten Harald Müller, der seinen Namen in Paul Anderson anglifizierte. 
Von 1940 bis 1942 war Anderson Mitarbeiterin des Senders der Europäischen Revolution. Außerdem war sie im Beraterkreis um Aneurin Bevan tätig. 
Von 1943 bis 1952 arbeitete sie für die Zeitung Tribune und von Mai 1953 bis Mai 1976 war Anderson Redakteurin der BBC für Osteuropa-Fragen. Während dieser Zeit war sie 1946, 1952 und 1963 Korrespondentin in Deutschland.

## Schriften
- Evelyn Lend: The Underground Struggle in Germany. London : Fact, 1938, online auf archive.org
- Hammer or Anvil. The Story of the German Working Class Movement, London 1945 
  - Hammer oder Amboß. Zur Geschichte der deutschen Arbeiterbewegung, Nürnberg 1948. Nachdruck, Verlag Neue Kritik, Frankfurt am Main 1971, ISBN 978-3-8015-0168-6